# Thangka

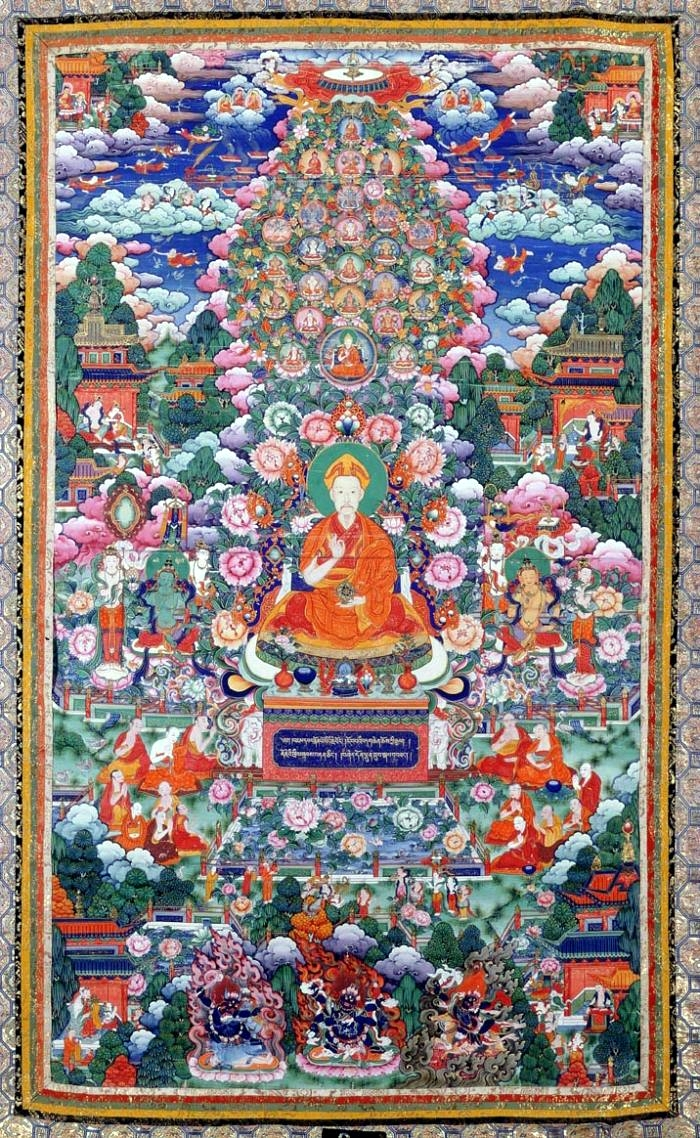
Emperador Qianlong

Un thangka, también llamado Tangka, Thanka o Tanka (pronunciación: tänkä —la "a" como en español, la "g" es muda—) (tibetano: ཐང་ཀ་, Nepal Bhasa: पौभा) es un tapiz o bandera budista, de seda pintada o bordada. Suele colgarse en monasterios o altares familiares y ocasionalmente es llevado por los monjes en procesiones ceremoniales religiosas.

## Etimología
En tibetano la palabra 'than' quiere decir plano y el sufijo 'ka' significa pintura. El thangka es entonces un tipo de pintura realizada sobre una superficie plana, que puede ser enrollada. El formato más común del thangka es de forma rectangular con su eje más largo en vertical. Se puede paragonar como una cruz cristiana o icono.

## Historia
Originalmente, las pinturas thangka se hicieron populares entre los monjes itinerantes ya que las pinturas en rollos eran fáciles de transportar de monasterio en monasterio. Estos thangka eran importantes herramientas de enseñanza, ya que mostraban escenas de la vida del Buda, o a varios destacados Lamas, o a otras deidades o a Bodhisattva. Un tema popular de los thangka es La rueda de la vida, que es una representación visual de las enseñanzas del Abhidharma (o Arte de la Iluminación). 
Mientras que para algunas personas estos son solo coloridos tapices, para los budistas, estas pinturas religiosas tibetanas poseen una belleza que se interpreta como una manifestación de ciertas energías iluminadas, y por lo tanto son visualmente estimulantes.

## Véase también

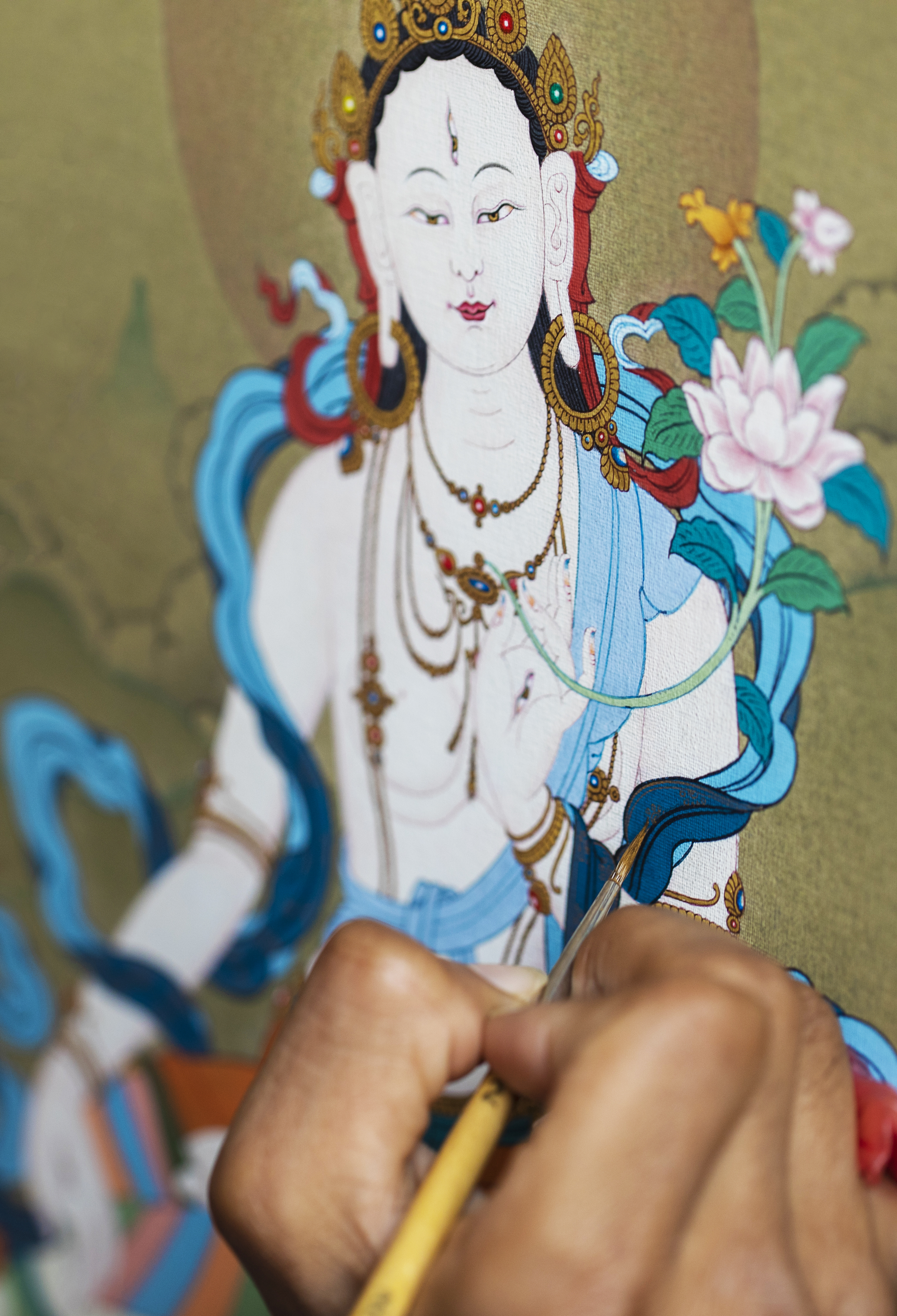
White Tara

## Literatura
- Giuseppe Tucci: Tibetan Painted Scrolls. 3 Bände. Rom 1949
- Otgonbayar Ershuu: The Gods Printed in Hiimori Printing Co., Ltd. Ulán Bator 2004, ISBN 99929-74-07-9
- Hugo E. Kreijer: Tibetan Paintings. The Jucker Collection. 2001, ISBN 978-1570628658
- Per Kværne: The Bon Religion of Tibet: The Iconography of a Living Tradition. Serindia, London 1995. ISBN 0-906026-35-0
- Martin Willson, Martin Brauen: Deities of Tibetan Buddhism: The Zurich Paintings of the Icons Worthwhile to See. Wisdom Pubn. 2000, ISBN 978-0861710980
- Robert N. Linrothe: Paradise and Plumage: Chinese Connections in Tibetan Arhat Painting. Serindia Publications 2004, ISBN 978-1932476071
- David P. Jackson: Patron and Painter: Situ Panchen and the Revival of the Encampment Style. Rubin Museum of Art 2009, ISBN 978-0977213146